# Третьяк, Раиса Михайловна
Раи́са Миха́йловна Третья́к (урождённая Пти́цина; 20 января 1926, Чайкин, Армавирский округ, Северо-Кавказский край — 17 ноября 2001) — бригадир строительного участка треста «Ставропольхимстрой», Герой Социалистического Труда (1960). Член КПСС (1960).

## Биография
Родилась 20 января 1926 года на хуторе Чайкин Армавирского округа Северо-Кавказского края (ныне — Отрадненский район Краснодарского края). После окончания начальной школы работала в местном колхозе «Красное знамя» разнорабочей: телятницей, дояркой, звеньевой полеводческой бригады.
В 1955 году уехала в Невинномысск и устроилась в строительный участок № 3 треста «Ставропольхимстрой», где вскоре её назначили бригадиром. Её бригада бетонщиков неоднократно выходила победителем в социалистическом соревновании по тресту и в крае.
За выдающиеся успехи в социалистическом соревновании и умелое руководство коллективом строителей Указом Президиума Верховного Совета СССР от 7 марта 1960 года присвоено звание Героя Социалистического Труда.
В 1961 году вышла замуж, сменила фамилию на Третьяк и вместе с мужем уехала на прииск Ольчан Индигирского горнопромышленного управления Оймяконского района Якутской АССР, где работала съёмщицей металлолома, затем — кочегаром в центральной котельной. Перед выходом на пенсию — кладовщик-раздатчик в жилищно-коммунальном хозяйстве прииска.
Избиралась депутатом Невинномысского городского совета, (1959) Ставропольского крайисполкома (1961), а также депутатом Верховного Совета Якутской АССР (1963) и делегатом XIII съезда профсоюзов СССР (1963).
Скончалась 17 ноября 2001 года.